# Banyuurip (Karangbinangun)
Banyuurip is een bestuurslaag in het regentschap Lamongan van de provincie Oost-Java, Indonesië. Banyuurip telt 929 inwoners (volkstelling 2010).